# Обрютины
Обрю́тины (Абрю́тины) — дворянские роды.
Опричником Ивана Грозного числился Семейка Александрович Обрютин (1573).
Один род происходит от Якима Васильевича Обрютина, за которым писаны поместья его отца (1620). Род внесён в VI часть родословной книги Псковской губернии (Гербовник, VIII, 49).
Другой происходит от дьяка Поместного приказа Ивана Самсоновича Обрютина, посланного в Сибирь усмирять «иноверцев» (1701). Этот род Обрютиных внесён во II часть родословной книги Рязанской губернии.

## Описание герба
Щит разделён на четыре части, из коих в 1-й части, в голубом поле, положены крестообразно два серебряных меча (польский герб Пелец). Во 2-й части, в серебряном поле, — рука в латах с саблей. В 3-й части, в серебряном поле, пять ядер, соединенных цепью наподобие креста. В 4-й части, в голубом поле, серебряный якорь с анкерштоком (польский герб Котвица).
На щите дворянский коронованный шлем. Нашлемник: три страусовых пера. Намёт на щите голубой и серебряный, подложен серебряным и чёрным. Герб рода Обрютиных внесён в Часть 8 Общего гербовника дворянских родов Всероссийской империи, стр. 49.

## Известные представители
- Обрютин Матвей Матвеевич — воевода в Усвяте (1655).
- Обрютин Иван — дьяк, воевода в Самаре (1694) (сов. Новомосковск).
- Обрютин Иван Самсонович — дьяк, воевода в Тобольске (1697—1699)[3].
- Обрютин Иван Петрович (1696—1763) — капитан-командор, директор Адмиралтейской Конторы, презус комиссии фергеров и кригсрехтов[4].